# Gelosia (film 1953)
Gelosia è un film del 1953, diretto da Pietro Germi, tratto dal romanzo Il marchese di Roccaverdina di Luigi Capuana.

## Trama
In un piccolo paese della Sicilia, Rocco viene ucciso subito dopo le nozze, mentre si trova con la moglie Agrippina. Viene accusato dell'uccisione Neri, che viene processato e condannato a trent'anni di prigione. Il marchese di Roccaverdina, datore di lavoro di Rocco e di sua moglie, si reca dal parroco e gli confessa di essere lui l'autore dell'omicidio perché si era innamorato di Agrippina che era divenuta la sua amante. Ma la notizia di questa relazione era giunta anche alla zia del marchese, la cui figlia gli era stata promessa in sposa. Per evitare i pettegolezzi e quietare la zia il marchese aveva spinto Rocco a sposare Agrippina. Ma dopo le nozze la gelosia lo aveva spinto a uccidere il ragazzo. Il parroco cerca di spingere, invano, l'uomo a confessare. Il marchese sposa la ragazza come era stato stabilito, ma i sensi di colpa non gli danno pace e per cercare di metterli a tacere incarica il prete di consegnare del denaro alla famiglia di Neri. Ma una tragedia sta per accadere: Neri, che è evaso dal carcere, viene ucciso dalla polizia. Il marchese, sconvolto, muore in un attacco di follia.

## Produzione

### Luoghi di ripresa
Le riprese del film sono state girate nel comune di Belmonte Mezzagno e zone limitrofe..

## Distribuzione
Il film venne distribuito nel circuito cinematografico italiano il 29 settembre del 1953.

## Opere correlate
Il romanzo di Capuana era stato già trasposto sullo schermo nel 1942 con l'omonimo film diretto da Ferdinando Maria Poggioli.